# روزتوکی
روزتوکی (به چکی: Roztoky) یک منطقهٔ مسکونی و شهرستان دارای شهرک سابقاً روستا در جمهوری چک است که در ناحیه پراگ-غرب واقع شده‌است. روزتوکی ۷٬۶۶۷ نفر جمعیت دارد.